# Bruce Henderson
Bruce Doolin Henderson, född 30 april 1915 i Nashville, Tennessee, död 20 juli 1992, var en amerikansk entreprenör, grundare av Boston Consulting Group. Henderson skapade tillsammans med sina medarbetare BCG-matrisen.

## Verk
- Henderson on Corporate Strategy, Harper Collins 1979.
- Logic of Business Strategy, Harper Collins 1984.